# Щирець I
Щирець І — пасажирський зупинний пункт Львівської дирекції Львівської залізниці. Знаходиться у центрі селища Щирець. Розташований між станцією Щирець II та зупинним пунктом Дмитрія.
Поблизу зупинки розміщується переїзд, через який проходить дорога до села Піски. За 0,03 км від платформи в напрямку Дмитрії знаходиться залізничний міст, попід який протікає річка Щирка. Попри зупинку пролягає залізнична колія в напрямку заводу залізобетонних виробів «Полібетон» та гіпсового кар'єру.

## Історія
Лінія, на якій розміщена платформа, відкрита у 1873 році як складова залізниці Львів — Стрий. Дата відкриття платформи наразі не встановлена. Мала первісну назву Щержець-Місто. Сучасна назва — з 1974 року. Електрифікована у складі залізниці Львів — Стрий 1962 року.
На зупинному пункті зупиняються лише приміські поїзди.

## Річний розподіл приміських поїздів
| Сполучення         | 2015/2016 | 2016/2017 | 2017/2018 | 2018/2019 | 2019/2020 | 2020/2021 | 2021/2022 | 2022/2023 |
| ------------------ | --------- | --------- | --------- | --------- | --------- | --------- | --------- | --------- |
| Стрий — Львів      | 1         | 1         | 1         | 1         | 1         | 1         | 1         | 1         |
| Моршин — Львів     | 1         | 1         | 1         | 1         | 1         | 0         | 0         | 0         |
| Лавочне — Львів    | 1         | 1         | 1         | 2         | 2         | 1         | 1         | 1         |
| Львів — Трускавець | 0         | 1         | 3         | 3         | 4         | 2         | 3         | 3         |
| Трускавець — Львів | 2         | 3         | 3         | 3         | 3         | 2         | 2         | 2         |
| Львів — Мукачево   | 2         | 2         | 2         | 1         | 1         | 1         | 1         | 1         |
| Чоп — Львів        | 1         | 1         | 1         | 1         | 1         | 0         | 1         | 1         |
| Львів — Чоп        | 1         | 1         | 1         | 1         | 1         | 0         | 1         | 1         |
| Мукачево — Львів   | 1         | 1         | 1         | 0         | 0         | 0         | 0         | 0         |
| Львів — Лавочне    | 1         | 1         | 1         | 2         | 2         | 1         | 1         | 1         |
| Львів — Моршин     | 1         | 1         | 1         | 1         | 1         | 0         | 0         | 0         |